# Фонтана Ваљио (Салерно)
Фонтана Ваљио је насеље у Италији у округу Салерно, региону Кампанија.
Према процени из 2011. у насељу је живело 538 становника. Насеље се налази на надморској висини од 475 м.